# Slesarjev Svjatogor
Svjatogor byl ruský experimentální bombardovací letoun, vyrobený konstruktérem V. A. Slesarevem v roce 1916. Byl pojmenován po mytologickém hrdinovi Kyjevské Rusi Svjatogorovi.
Práce na letounu započala již roku 1913, ovšem na výstavbu scházely finanční prostředky. Ty získala konstrukční kancelář až po zahájení první světové války v roce 1914. V roce 1916 se projekt dostal do úzkých, chyběly peníze a sháněly vhodné motory. Byl vyroben pouze jeden prototyp s francouzskými motory Renault. K úplnému zrušení projektu došlo až v roce 1921 po smrti konstruktéra.

## Technické údaje
- Osádka: 4
- Délka: 21,0 m
- Rozpětí křídel: 36,0 m
- Plocha křídel: 280 m²
- Prázdná hmotnost: 5 000 kg
- Max vzletové hmotnosti: 6 500 kg
- Pohon: 2× motor Renault
- Výkon: 2× 220 hp
- Maximální rychlost: 100 km/h
- Dostup: 2 500 m